# Invasion israélienne de la bande de Gaza
Cet article concerne l'invasion israélienne de la bande de Gaza. Pour la guerre subséquente, voir Guerre de Gaza depuis 2023.
 (mars 2025).
Les informations dans cet article sont mal organisées, redondantes, ou il existe des sections bien trop longues. Structurez-le ou soumettez des propositions en page de discussion.
Avec le temps, il arrive que le contenu présent dans un article devienne désordonné. Il est souvent nécessaire de réorganiser l'article de fond en comble.
- Il faut tout d’abord répartir le contenu de l'article en plusieurs sections. Les informations doivent ensuite être exposées clairement et le plus synthétiquement possible, regroupées par sujet afin d'éviter les doublons. Quelqu'un cherchant une information précise doit pouvoir la trouver rapidement en lisant la section appropriée.
- À l'intérieur de chaque section, le texte, souvent initialement sous la forme de phrases éparses, doit être regroupé dans des paragraphes de quelques lignes, en assurant un enchaînement logique et une cohérence entre les phrases.
- Lorsque l'article ou l'une de ses sections développe trop longuement un point qui n'est pas dans le cœur du sujet traité, il convient de faire une synthèse et de transférer l'ancien contenu dans des articles plus appropriés (en cas de transfert, il faut impérativement respecter la procédure Aide:Scission).

Si vous pensez que ces points ont été résolus, vous pouvez retirer ce bandeau et améliorer le plan d'un autre article.
Guerre de Gaza depuis 2023
Batailles
Chronologie
- 2023
- 2024

Engagements militaires
- Attaque du Hamas contre Israël
  - Réïm
  - Sdérot
  - Sufa
  - Zikim
- Guerre Israël-Hezbollah
  - Invasion israélienne du Liban
- Invasion israélienne de la bande de Gaza
  - Beit Hanoun
  - Siège de Gaza
    - Hôpital Al-Shifa
    - Shuja'iyya

  - Khan Younès
- Incursions israéliennes en Cisjordanie
- Rafah

Attaques et massacres
- Festival de musique de Réïm
- Netiv HaAsara
- Alumim
- Be'eri
- Ein Hashlosha
- Holit
- Kfar Aza
- Kissoufim
- Nahal Oz
- Nir Oz
- Nirim
- Nir Yitzhak
- Camp de Jabaliya
  - Attaque du 31 octobre
- Al-Shati
- Tour Hajji
- Évacuations de Gaza
- Poste de frontière d'Erez
- Hôpital Al-Ahli Arabi
- École de l'UNRWA
- Église Saint-Porphyre
- Convoi médical d'Al-Shifa
- Camp d'Al-Maghazi
- École Al-Buraq
- Massacre de la farine
- Tel al-Sultan

Débordement
- Implication des Houthis
  - Attaques de Taba et Nuweiba
  - Détournement du Galaxy Leader
  - Opération Gardien de la prospérité
  - Attaque du Maersk Hangzhou
  - Frappes au Yémen
  - Opération Aspides
- Attaques des bases américaines au Proche-Orient
  - Tour 22
  - Bombardements du 3 février 2024
- Assassinat de Saleh al-Arouri
- Conflit Iran-Israël
  - Damas
  - Bombardements d'avril 2024
  - Bombardements d'octobre 2024

Voir aussi
- Crise humanitaire
- Enlèvements
- Blocus de la bande de Gaza
- Crimes de guerre
- Pertes humaines
- Évacuations
  - Nord de la bande de Gaza
- Couverture médiatique
- Réactions internationales
- Manifestations
- Anti-palestinisme
- Islamophobie
- Antisémitisme

L'invasion israélienne de la bande de Gaza est l'offensive lancée par l'armée israélienne  le 27 octobre 2023, en représailles de l'attaque terroriste du Hamas contre Israël d'octobre 2023. Cette attaque du Hamas contre Israël a déclenché la guerre à Gaza.  L'offensive israélienne est marquée par des bombardements intensifs de la bande de Gaza, puis par l'entrée des troupes israéliennes dans ce territoire palestinien dans la soirée du 27 octobre 2023, dans la bande de Gaza, dans le but déclaré d'« anéantir » le Hamas , d'obtenir la libération des otages et de renverser la gouvernance de l'organisation de la bande de Gaza (en). Dans la mise en œuvre de cette offensive, l'armée israélienne a été accusée de commettre des crimes de guerre.

## Contexte
Après l'attaque des milices palestiniennes (principalement du Hamas) en Israël , appelée Opération Déluge d'Al Aqsa, le 7 octobre 2023, Israël déclare la guerre au Hamas. Israël décide de mobiliser 300 000 réservistes et commence ensuite à déplacer des blindés près de la frontière avec la bande de Gaza,. L'accumulation de blindés comprend des véhicules blindés de transport de troupes Namer et des chars Merkava.
Avant les raids, Israël appelle à évacuer plus d'un million de personnes vivant dans la moitié nord de la bande de Gaza pendant une période de 24 heures, tandis que le Hamas ordonne à ces résidents de rester sur place,. L'armée israélienne exhorte environ 1,1 million de civils à quitter le nord de Gaza afin qu'ils ne soient pas blessés ou pris entre deux feux, et les responsables israéliens déclarent que la fenêtre est laissée à 24 heures pour réduire le temps de réponse. Le Hamas mène une préparation militaire dans la région. Cependant, les groupes humanitaires déclarent que le délai est trop court pour évacuer le million de personnes et que le manque d'électricité à Gaza entrave la capacité des communications électroniques concernant l'évacuation à atteindre les gazaouis. Israël largue des tracts dans la ville de Gaza contenant l'ordre d'évacuation, en plus des communications électroniques.
Le 21 octobre 2023, l'armée israélienne largue de nouveaux tracts à Gaza avec le message : "Avertissement urgent ! Aux habitants de Gaza : votre présence au nord de Wadi Gaza met votre vie en danger. Quiconque choisit de ne pas évacuer le nord de la bande de Gaza et le sud de la bande de Gaza peuvent être identifiés comme partenaires d'une organisation terroriste,."

### Raids à l'intérieur de Gaza
Le 13 octobre 2023, Tsahal envoie des véhicules blindés et de l'infanterie dans la bande de Gaza, déclarant que leur objectif est d'attaquer les militants du Hamas et de sauver des prisonniers israéliens qui ont été emmenés à Gaza par les combattants du Hamas. L'opération, selon les responsables israéliens, ne fait pas partie d'une invasion terrestre plus vaste et largement attendue, mais plutôt d'un raid au cours duquel les troupes n'entrent que temporairement dans la bande de Gaza,. Tsahal confirme le même jour que les restes israéliens sont localisés et récupérés dans la bande de Gaza.
Un autre raid, dirigé par la brigade Guivati et la 162e division blindée, a lieu entre le 25 et le 26 octobre et est la plus grande offensive jusqu'à présent, comprenant des chars, d'autres véhicules et des bulldozers blindés Caterpillar D9 de Tsahal. Un raid de suivi a lieu la nuit suivante dans le quartier Shuja'iyya de la ville de Gaza.

## Invasion

### 27 octobre
Les services Internet et de téléphonie mobile à Gaza sont presque complètement coupés. Dans la soirée du 27 octobre, Tsahal lance une attaque terrestre à grande échelle contre les villes de Beit Hanoun et Bureij dans la bande de Gaza. L'assaut se produit au milieu d'une série de frappes aériennes israéliennes à grande échelle qui coupent les communications mobiles et l'accès à Internet à Gaza. Shayetet 13, une unité commando de la marine israélienne, mène une frappe contre les forces navales du Hamas pendant la nuit. Un drone israélien Skylark II est abattu dans la bande de Gaza.

### 28 octobre
Israël déclare que les unités déployées à l'intérieur de la bande de Gaza la nuit précédente sont toujours au sol, ce qui marque le début de l'invasion israélienne de la bande de Gaza. L'armée israélienne annonce qu'elle "étend ses opérations terrestres" dans la bande de Gaza. L'armée israélienne réitère son appel aux habitants de Gaza pour qu'ils évacuent le nord alors que le Premier ministre Benyamin Netanyahou déclare que "la deuxième phase de la guerre a commencé".

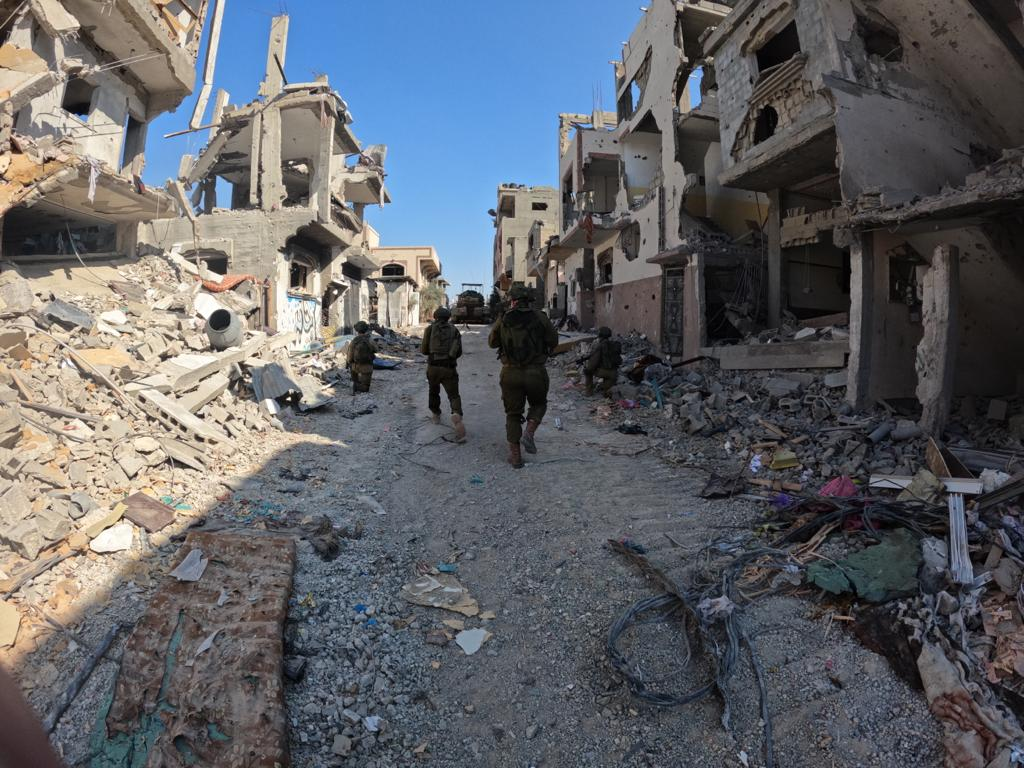
Forces de Tsahal lors d’opérations terrestres dans la bande de Gaza le 31 octobre.

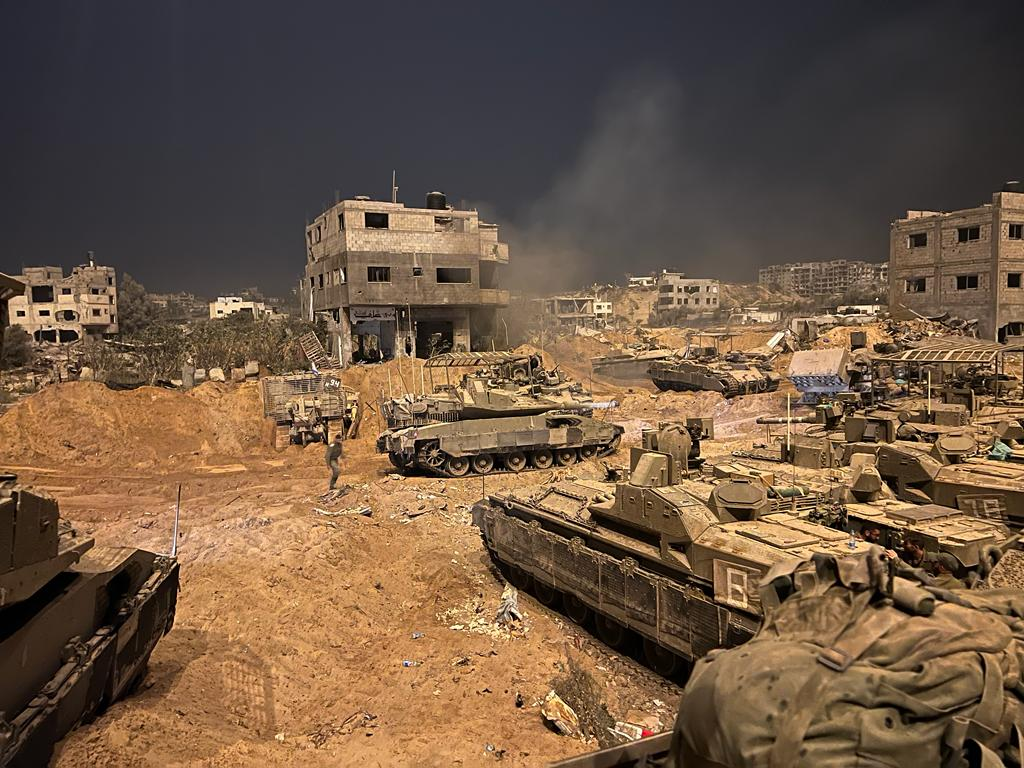
Forces de Tsahal lors d’opérations terrestres dans la bande de Gaza le 1er novembre.

L'armée israélienne avance sur trois fronts : depuis le nord-est près de Beit Hanoun, depuis le nord-ouest près de Beit Lahia et depuis l'est près de Juhor ad-Dik.

### 29 octobre
Tedros Adhanom Ghebreyesus, le chef de l'Organisation mondiale de la santé (OMS), qualifie de "profondément préoccupants" les rapports du Croissant-Rouge palestinien faisant état de fumée et de poussière, incitant le personnel à donner des masques respiratoires à certains patients. On pense qu'environ 14 000 civils se réfugient dans ou à proximité de l'hôpital al-Quds, qui reçoit un avertissement d'évacuation urgent ainsi qu'un avis indiquant qu'il "allait être bombardé". Il réaffirme qu'il est "impossible d'évacuer des hôpitaux remplis de patients sans mettre leur vie en danger". Les frappes aériennes israéliennes ciblent la zone autour de l'hôpital, endommageant certaines parties du bâtiment. Associated Press rapporte que les frappes aériennes israéliennes détruisent également les routes menant à l'hôpital Al-Shifa, le rendant de plus en plus difficile d'accès. Plus tard dans la journée, le Hamas déclare que des militants palestiniens ont affronté des chars israéliens dans la route Salah ad-Din à Gaza et les ont forcés à battre en retraite. L'Institut pour l'étude de la guerre déclare également qu'Israël s'est retiré de la route.

### 30 octobre
Tsahal bloque la route Salah al-Din. Des chars israéliens sont également aperçus dans le quartier Zeitoun (en) de la ville de Gaza,. Un résident local déclare à l'AFP que les israéliens "ont coupé la route de Salah al-Din et tirent sur tout véhicule qui tente de la suivre". Des témoins et une vidéo rapportent qu'un char israélien tire sur un taxi avec un drapeau blanc sur son toit qui tente de faire demi-tour. Un porte-parole de l'armée israélienne déclare : "Les IDF n'ont présenté aucune preuve qu'il s'agissait d'une voiture civile et il n'y a aucune information sur qui se trouve à l'intérieur." Un soldat israélien kidnappé est libéré le même jour dans le cadre d'une opération dirigée par Tsahal, avec l'aide du Shin Bet et du Mossad. Dans le nord-ouest de Gaza, les brigades Izz al-Din al-Qassam et les brigades de résistance nationale du FDLP affrontent les forces israéliennes, et les brigades de résistance nationale bombardent des véhicules israéliens avec de lourds obus de mortier.

### 1ernovembre
Tsahal signale la mort de 16 soldats, 15 à l'intérieur de Gaza et un à l'extérieur du territoire palestinien.

### 2 novembre
Le 2 novembre, Tsahal déclenche le siège de Gaza,. Les brigades al-Qassam montrent des images de la destruction d'un char israélien Merkava après que ses combattants aient tiré une roquette Yassine de 105mm dessus, de sorte à neutraliser son système de protection Trophy.

### 4 novembre
Une porte-parole de l'Office de secours et de travaux des Nations unies pour les réfugiés de Palestine dans le Proche-Orient (UNRWA)confirme les informations selon lesquelles Israël aurait mené une frappe aérienne contre une école (en) gérée par les Nations unies dans le camp de réfugiés de Jabaliya. Selon le ministère de la Santé de Gaza, l'attaque tue 15 personnes et en blesse des dizaines d'autres. Selon l'UNRWA, au moins une frappe touche la cour de l'école, où des familles déplacées ont installé leurs tentes. Le ministère de la Santé de Gaza déclare qu'une autre frappe de missile israélien sur l'entrée de l'hôpital pour enfants Nasser tue deux femmes. Selon des responsables de la Maison-Blanche, les efforts visant à évacuer les ressortissants étrangers par le poste-frontière de Rafah sont temporairement entravés par le refus du Hamas de permettre à quiconque de partir, jusqu'à ce qu'un certain nombre de ses propres blessés soient également autorisés à partir,. Le Hamas déclare qu'au cours des deux derniers jours, ils ont détruit 24 véhicules israéliens, dont un char, un APC et un bulldozer équipé d'armes anti-blindés.
La Turquie rappelle son ambassadeur en Israël "en raison de la tragédie humanitaire qui se déroule à Gaza, causée par les attaques continues d'Israël contre des civils et le refus d'Israël (d'accepter) un cessez-le-feu". Le président Recep Tayyip Erdoğan déclare aux journalistes qu'il tient Netanyahou personnellement responsable des morts de civils à Gaza et déclare qu'il n'est "plus quelqu'un à qui parler".
Abu Ubaida, porte-parole des brigades Izz al-Din al-Qassam, rapporte qu'en raison des frappes aériennes israéliennes, les corps de 23 otages israéliens disparus sont enterrés sous les décombres,.

### 5 novembre
Les IDF indiquent que 29 soldats sont tués et un grièvement blessé lors des combats dans la bande de Gaza.

### 6 novembre
Les attaques de missiles israéliens visent le complexe médical Nasser dans la ville de Gaza, touchant l'hôpital pour enfants Al-Nasser, faisant huit morts et des dizaines de blessées selon Al Jazeera. Human Rights Watch appelle à un embargo sur les armes contre Israël, le Hamas et d'autres groupes militants palestiniens, les accusant de commettre des crimes de guerre contre des civils.
Le Wall Street Journal rapporte que l'administration américaine Biden prévoit d'envoyer en Israël pour 320 millions de dollars de "Spice Family Gliding Bomb Assemblies", un type d'arme à guidage de précision tirée par des avions de guerre. Aux termes de l'accord, le fabricant d'armes Rafael USA enverrait les bombes à sa société mère israélienne Rafael Advanced Defense Systems pour qu'elles soient utilisées par le ministère israélien de la Défense.

### 10 novembre
Netanyahou déclare que Tsahal contrôlerait Gaza après la guerre et rejette les propositions visant à établir une force internationale dans la bande.

### 11 novembre
Quatre soldats de Tsahal (un major, un sergent-major et deux sergents-chefs) sont tués et quatre autres blessés après l'explosion d'un tunnel à proximité de Beit Hanoun. Toutes les victimes proviennent du 697e bataillon de la 551e brigade de réserve Arrows of Fire. Parmi les morts se trouve Matan Meir, le producteur exécutif de la série télévisée israélienne Fauda.

### 13 novembre
L'armée israélienne publie une vidéo qui, selon elle, montre que le Hamas dispose d'une installation sous l'hôpital Al-Rantisi (en) et que des otages israéliens y sont probablement cachés. La vidéo montre, entre autres, une réserve d'armes et d'explosifs, ce qui semble être une moto avec un impact de balle sur le côté, et les infrastructures d'approvisionnement en eau, de ventilation et d'égouts qui, selon Tsahal, sont improvisées en prévision de l'arrivée des otages.
Selon le New York Times, l'origine des armes montrées dans la vidéo ne peut pas être vérifiée de manière indépendante.
Charles Lister, directeur du programme de lutte contre le terrorisme et l'extrémisme à l'Institut du Moyen-Orient (en), déclare que les images de Tsahal "indiquent clairement" que le sous-sol est un abri anti-bombes. Mohammed Zarqout, un responsable local responsable des hôpitaux de Gaza, déclare que le sous-sol est un abri pour les femmes et les enfants.
L'armée israélienne présente également un calendrier qui, selon eux, est trouvé sous l'hôpital marquant les jours écoulés depuis le 7 octobre, intitulé "Opération inondation d'Al-Aqsa". Israël déclare que le calendrier est une liste "où chaque terroriste écrit son nom". Cependant, cette affirmation est critiquée par les arabophones courants comme de la "propagande", qui déclarent que les mots en arabe n'épellent que les jours de la semaine, Israël reconnaissant une "erreur de traduction",.

### 14 novembre
The New York Times (NYT) publie un rapport de son équipe d'enquête visuelle contredisant les affirmations de Tsahal selon lesquelles les morts civiles et les dégâts à l'hôpital Al-Shifa] ont été causés par des projectiles palestiniens égarés. Le rapport conclue plutôt que "certaines des munitions ont probablement été tirées par les forces israéliennes", sur la base de preuves vidéo et satellitaires et d'un examen de fragments d'armes collectés et vérifiés par le NYT et analysés par des experts. Par ailleurs, deux des frappes les plus graves analysées par le NYT touchent les étages supérieurs de la maternité et ne semblent pas viser les infrastructures souterraines. "L'affirmation d'Israël selon laquelle Al-Shifa a été touché par un projectile palestinien fait écho à des affirmations et demandes reconventionnelles similaires, et non résolues, à la suite de munitions qui ont touché la cour d'un autre hôpital de Gaza, Al-Ahli, il y a près d'un mois. Les preuves examinées par le NYT d'Al-Shifa évoque plus directement les frappes israéliennes, il n'est pas clair si elles sont intentionnelles ou accidentelles", indique le rapport. Tsahal déclare qu'elle cible l'hôpital Al-Shifa en raison de son utilisation par le Hamas, et qu'il y a un centre de commandement sous l'établissement, des responsables américains déclarant que leurs renseignements confirment les conclusions d'Israël selon lesquelles le Hamas opère à partir des hôpitaux de Gaza. Un jour plus tôt, l'Union européenne publie une déclaration commune condamnant le Hamas pour son utilisation des hôpitaux et des civils comme "boucliers humains" à Gaza. Un certain nombre de pays et d'organisations internationales condamnent ce qu'ils appellent l'utilisation par le Hamas des hôpitaux et des civils comme boucliers humains.
Les soldats de Tsahal transportent des cartons à Al-Shifa, étiquetés en anglais et en arabe comme "fournitures médicales" et "nourriture pour bébé". Dans une interview à Al Jazeera, un employé des urgences déclare qu'Israël "n'avait apporté aucune aide ni fournitures", tandis qu'un autre contact au sein de l'hôpital déclare à la BBC que des soldats israéliens fournissent de l'eau à des patients âgés. Plusieurs heures plus tard, Tsahal déclare avoir trouvé des armes à al-Shifa, indiquant la présence d'un centre de commandement. Tsahal publie une vidéo qui, selon elles, montre des grenades, des armes automatiques et des gilets pare-balles récupérés à l'hôpital. John Kirby, un responsable du gouvernement américain, déclare que les États-Unis restent confiants dans leur évaluation précédente selon laquelle un complexe militaire du Hamas existe sous l'hôpital.
En réponse, Mouin Rabbani, un analyste du Moyen-Orient, déclare : "Les forces israéliennes ont envahi l'hôpital Shifa et sont restées à l'intérieur pendant 12 heures complètes, après avoir refusé qu'une partie indépendante les accompagne, et maintenant nous sommes censés croire qu'il y avait le Hamas. Les militants qui s'y trouvent sont poursuivis par l'armée israélienne, mais ils ont laissé leurs armes derrière eux?" L'analyste politique Marwan Bishara (en) déclare : "C'est plutôt déroutant. Pourquoi le Hamas laisserait il les armes et rien d'autre?" Jeremy Scahill déclare : "J'ai vu plus d'armes dans les maisons des américains ordinaires que dans ce prétendu Pentagone du Hamas sous l'hôpital al-Shifa."

### 16 novembre
Netanyahou déclare dans une interview à CBS que le gouvernement israélien a de "fortes indications" selon lesquelles des otages se trouvent à al-Shifa, ce qui est l'une des raisons pour lesquelles ils sont entrés à l'hôpital. Le corps de Yehudit Weiss, une femme de 65 ans qui a été kidnappée dans le kibboutz de Be'eri, est retrouvé dans un bâtiment proche de l'hôpital,.
Les habitants de certaines parties du sud de Gaza auraient reçu des avis d'évacuation, suscitant des inquiétudes quant à une expansion de l'invasion. Il est largement rapporté qu'une pénurie de carburant aurait provoqué la fermeture de tous les réseaux Internet et téléphoniques dans la bande de Gaza, selon ses deux principaux fournisseurs de télécommunications, Jawwal (en) et Paltel (en),,.

### 17 novembre
Les services Internet et de télécommunications sont rétablis après qu'Israël ait accepté d'autoriser la livraison de 140 000 litres de carburant dans la bande de Gaza tous les deux jours à la suite d'une demande des États-Unis en ce sens, dont 20 000 litres à livrer à Jawwal et Paltel pour maintenir les services de télécommunications et Internet et 120 000 litres pour le dessalement de l'eau, le pompage des eaux usées, la production alimentaire et les hôpitaux. Le corps de Noa Marciano, un soldat de 19 ans qui a été fait prisonnier le 7 octobre, est retrouvé dans un bâtiment près de l'hôpital al-Shifa.

### 18 novembre
Les frappes israéliennes tuent plus de 80 personnes dans le camp de réfugiés de Jabaliya.
Une équipe de l'Organisation mondiale de la santé se rend à l'hôpital d'al-Shifa au milieu d'informations selon lesquelles le commandant de l'armée israélienne renvoie des patients et un journaliste de l'Agence France-Presse serait témoin du départ des patients et des personnes déplacées de l'hôpital.
Le ministre jordanien des Affaires étrangères, Ayman Safadi, déclare que les troupes arabes n'entreraient pas dans Gaza pour en prendre le contrôle après la guerre.

### 19 novembre
L'armée israélienne publie des images d'un tunnel souterrain sous al-Shifa. Le tunnel, long de 160 mètres et profond de 10 mètres, passe directement sous le bâtiment qatari de l'hôpital. Il dispose de chambres climatisées, de salles de bains, d'une kitchenette, de branchements électriques et d'infrastructures de communication, et est protégé par une porte anti-souffle. L'armée israélienne publie également des images de vidéosurveillance qui semblent montrer deux des otages conduits dans les couloirs de l'hôpital, ainsi que le Hamas et des véhicules volés de l'armée israélienne dans la cour. Au cours des années 1980, Israël a agrandi l'hôpital avec des sous-sols fonctionnels à des fins d'entretien et d'administration,, et un réseau de tunnels faisait partie de cette construction,. Selon Israël, le Hamas s'est finalement approprié le complexe, puis l'a agrandi avec son propre système de tunnels et de bunkers. Plusieurs sources concluent que les preuves ne démontraient pas l'utilisation des tunnels par le Hamas comme centre de commandement,,,,,,.
Un groupe de 31 bébés prématurés est évacué de l'hôpital al-Shifa vers le sud de Gaza.
La Maison-Blanche dément les informations du Washington Post selon lesquelles un accord de cessez-le-feu de cinq jours négocié par le Qatar ait été conclu. L'accord aurait inclus un cessez-le-feu de cinq jours en échange de la libération progressive des femmes et des enfants otages en petits groupes,. Le porte-parole du Conseil de sécurité nationale des États-Unis déclare sur X (anciennement Twitter) : "Nous ne sommes pas encore parvenus à un accord, mais nous continuons à travailler dur pour parvenir à un accord".

### 20 novembre
Les chars de Tsahal encerclent complètement l'hôpital indonésien (en) à Gaza après de violents tirs d'artillerie contre lui. Environ 12 palestiniens sont tués dans des affrontements autour de l'hôpital, selon le ministère de la Santé de Gaza. Environ 700 personnes, dont des blessés et du personnel médical, se trouvent à l'intérieur du bâtiment lorsque Tsahal l'encercle. Le chef de l'Organisation mondiale de la santé, Tedros Adhanom Ghebreyesus, répond sur X (anciennement connu sous le nom de Twitter) en se disant "consterné" par les forces israéliennes et leurs actions contre l'hôpital indonésien en gardant les blessés et le personnel médical à l'intérieur de l'hôpital tout en l'assiégeant.
Le 20 novembre, Tsahal diffuse une séquence vidéo de ce qui semble être une usine de fabrication d'armes cachée derrière un faux mur dans le sous-sol d'une mosquée à Zeitoun, à Gaza. Les soldats de Tsahal découvrent également des armes, des engins explosifs, un drone et un tunnel vertical à l'intérieur du bâtiment.

### 21 novembre
L'armée israélienne déplace sa ligne de front pour encercler le camp de réfugiés de Jabaliya où elle combat les militants palestiniens et tente de prendre le contrôle, les forces de l'armée israélienne obtenant davantage d'équipement pour l'attaque,.

### 22 novembre
Israël et le Hamas concluent un accord de cessez-le-feu temporaire, prévoyant une "pause" ou une "accalmie", de quatre jours dans les hostilités, pour permettre la libération de 50 otages détenus à Gaza. L'accord prévoit également la libération d'environ 150 femmes et enfants palestiniens incarcérés par Israël. L'accord est approuvé par le cabinet israélien aux premières heures de la journée. Dans un communiqué, le bureau du Premier ministre israélien déclare l'intention d'Israël de poursuivre la guerre.
Selon le Hamas, outre la trêve et l'échange de prisonniers, l'accord implique également qu'Israël arrête toutes les sorties aériennes au-dessus du sud de Gaza et maintienne une fenêtre d'interdiction de survol quotidienne de six heures au-dessus du nord de Gaza, en plus de l'entrée de centaines de camions de fournitures humanitaires, médicales et de carburant dans la bande de Gaza. Le gouvernement israélien déclare que la trêve serait prolongée d'un jour pour chaque 10 otages supplémentaires libérés par le Hamas. L'accord est négocié par l'Égypte et le Qatar, et les médias d'État égyptiens annoncent que la trêve entrerait en vigueur le matin du 23 novembre. Le ministre qatari des Affaires étrangères, Mohammed ben Moubarak Al Khalifa (en), que Reuters a qualifié de "négociateur en chef du Qatar dans les pourparlers de cessez-le-feu", déclare son espoir que la trêve "sera le germe d'un accord plus large et d'un cessez-le-feu permanent. C'est notre intention."
L'armée israélienne diffuse des séquences vidéo de Sheikh Zayed, une zone qui abrite de nombreux hauts responsables du Hamas. Les images montrent ce que Tsahal prétend être un lance-roquettes situé à proximité d'une école et un camion chargé d'armes utilisé lors de l'attaque du 7 octobre, garé dans la cour d'une mosquée.

## Cessez-le-feu temporaire

### 23 novembre
L'armée israélienne publie des images montrant une cache d'armes cachée sous le lit d'un enfant, qui, selon elle, appartient à l'enfant d'un haut responsable du Hamas,.

### 24 novembre
Le Hamas libère 13 otages israéliens, 10 ressortissants thaïlandais et un captif philippin. Israël libère 39 prisonniers palestiniens. L'armée israélienne révise également le nombre d'otages détenus à Gaza à 236.

### 25 novembre
Le Hamas libère 13 otages israéliens et quatre étrangers avec un retard de sept heures par rapport à l'heure convenue. Le Hamas est accusé d'avoir violé l'accord après n'avoir pas libéré une mère avec son enfant.

### 26 novembre
Le Hamas libère 17 otages, dont 14 israéliens et trois ressortissants thaïlandais. Israël libère également 39 adolescents prisonniers palestiniens.

### 27 novembre
Le Qatar annonce qu'un accord entre Israël et le Hamas visant à prolonger la trêve de deux jours est conclu.

### 28 novembre
Israël et le Hamas s'accusent mutuellement de violer la trêve. L'armée israélienne rapporte que plusieurs soldats sont légèrement blessés à la suite d'une attaque du Hamas dans le nord de la bande de Gaza au moyen de trois engins explosifs qui, selon elle, explosent près de ses forces à deux endroits différents, tandis que le Hamas déclare avoir engagé Israël dans un "affrontement sur le terrain" qu'il qualifie d'"incité par Israël". Les médias turcs et Muhammad al-Hindi, secrétaire général adjoint du JIP, confirment que les soldats de la brigades Al-Qods détiennent et remettent des femmes et des enfants civils à la Croix-Rouge.

### 29 novembre
Le Hamas libère 12 otages, dont 10 israéliens et deux ressortissants thaïlandais. Par la suite, Israël libère 30 prisonniers palestiniens. Le Hamas continue de refuser au Comité international de la Croix-Rouge l'accès aux otages restants,.

### 30 novembre
Le Hamas libère deux otages supplémentaires alors que la trêve, qui devait prendre fin quelques minutes plus tard, est prolongée d'un jour supplémentaire.
Un drone israélien Skylark II serait abattu dans le centre de Gaza. Les restes sont enregistrés par les médias palestiniens,.

## Reprise des hostilités

### 1erdécembre
À l'expiration de la trêve, l'armée israélienne fait l'objet de plusieurs embuscades et attaques de militants palestiniens.
L'armée israélienne s'engage dans des combats contre des militants à Zeitoun. Les soldats au carrefour de Netzarim (en), sur la route Salah al-Din, au sud du quartier de Zeitoun, sont soumis à des tirs de mortier par Saraya al Quds. Des combattants palestiniens tendent une embuscade aux forces israéliennes dans le quartier de Tel al-Hawa, à l'ouest de Zeitoun.
L'armée israélienne déclare le 18 novembre qu'elle étend ses opérations offensives vers la ville de Jabaliya, dans le nord de la bande de Gaza.

### 2 décembre
Les militants palestiniens dirigés par Saraya al Quds résistent à la pénétration israélienne sur le front nord-ouest en direction de Jabaliya, engageant des soldats dans une guerre urbaine dans les quartiers de Sheikh Radwan. Les Brigades al-Qassam lancent trois munitions errantes pour cibler les forces israéliennes dans tout le nord de Gaza. Ils prennent également pour cible des soldats israéliens à Beit Hanoun, tirant à la roquette sur des groupes habituellement enfermés dans des bâtiments. Un bulldozer blindé Caterpillar D9 de Tsahal est également visé par des roquettes palestiniennes sur Juhor ad-Dik. Les militants du FPLP ciblent l'enveloppe de Gaza avec des roquettes et des tirs de mortier.

### 3 décembre
Les forces israéliennes dans le nord de Gaza sont soumises à de lourdes attaques menées par les Brigades al-Qassam. À Cheikh Radwan, des soldats israéliens sont piégés dans un tunnel piégé puis bombardés par des tirs de mortier palestiniens. Trois véhicules sont ciblés par Saraya al Quds avec des armes légères et des RPG chargés en tandem.

### 8 décembre

#### Axe Khan Younès et centre de Gaza
Les forces israéliennes commencent à entrer dans Khan Younès, rapportant les combats les plus violents de toute la guerre avec la 7e brigade israélienne engagée dans une attaque complexe de plusieurs heures contre les milices palestiniennes.
Les brigades al-Qassam adoptent des tactiques de combat plus sophistiquées, notamment en faisant exploser les maisons lorsque des soldats israéliens y pénètrent. S'appuyant principalement sur des roquettes, des dégâts sont infligés aux véhicules israéliens tandis que Saraya al Quds, le FDLP et le FPLP bombardent les forces qui avancent avec des tirs de mortier. L'armée israélienne mène des raids terrestres et maritimes dans le centre de Gaza, en particulier à Deir el-Balah, pour détruire les postes de commandement des militants.

#### Siège de la ville de Gaza
Des sources israéliennes font état d'une vive résistance de la part des militants palestiniens à Shujaiyya, dans le sud de la ville de Gaza, alors que la 188e brigade est envoyée combattre dans le quartier.
Les Brigades al-Qassam ciblent des véhicules équipés de RPG à Sheikh Radwan et Zeitoun, tandis que les combattants de Saraya al Quds revendiquent deux attaques de RPG et de grenades chargées en tandem contre les forces israéliennes sur des axes d'avancée dans les quartiers de Shujaiya et Zeitoun. Les tentatives de rapprochement de Jabaliya entraînent d'importantes pertes israéliennes, l'armée israélienne reconnaissant que le fils de Gadi Eizenkot est tué lors des combats dans le nord de la bande de Gaza le 7 décembre. Les Brigades al-Qassam affirment que leurs combattants ont tué le soldat lorsqu'ils ont fait exploser un engin piégé dans un tunnel sur la ligne d'avancée vers l'est vers Jabaliya.
Dans une vidéo publiée par Saraya Al Quds, trois militants prennent position dans les ruines d'un centre urbain de Gaza, alors qu'un Merkava arrive, tirant sur les militants avec ses mitrailleuses. Ils tirent ensuite depuis trois positions avec plusieurs roquettes, contournant le système Trophy et détruisant le char. On peut voir un combattant se réjouir, s'exclamant que le char avait "pris feu".

### Offensive sur Rafah
En février 2024, le premier ministre israélien Benjamin Netanyahou a annoncé son intention d'envahir la ville de Rafah où s'entassent 1,4 million de réfugiés palestiniens et a intensifié ses frappes aériennes en conséquence.
Israël affirme que pour atteindre son objectif de destruction du Hamas, il faut anéantir les "derniers bataillons" encore présents dans la ville.
Le 6 mai 2024, Israël a ordonné l'évacuation des Palestiniens de Rafah vers une « zone humanitaire » nouvellement élargie, en préparation de l'offensive. L'ordre a été donné à la suite d'une attaque au mortier du Hamas à Kerem Shalom, qui a tué trois soldats israéliens et en a blessé douze autres le 5 mai selon l'armée israélienne. Après le rejet d'Israël sur l'accord de cessez-le-feu accepté par le Hamas, Tsahal entre dans la ville le même jour, prenant le contrôle du poste-frontière de Rafah et le détruit complètement.

### 11 septembre 2024
Tsahal annonce l'écrasement d'un hélicoptère UH-60 Black Hawk à Rafah qui fait deux morts et sept blessés parmi les soldats, la cause serait accidentelle, c'est le premier aéronef détruit depuis le début de l'invasion israélienne, le 27 octobre 2023 (hors drones)

### Mi-novembre 2024
Un char Merkava Mark 4 Barak, une variante modernisée entrée en service en 2023 du char Merkava Mark 4, est détruit par un engin explosif improvisé alors que celui-ci est jugé comme l'un des meilleurs chars pour résister à ce genre d'armes[réf. nécessaire].

### Mars 2025
Le 18 mars 2025, un responsable du Jihad islamique palestinien annonce la mort d'Abou Hamza, le porte parole des Brigades Al-Qods, lors d'une frappe aérienne israélienne.
Après des bombardements intensif israélien depuis le 18 mars et alors qu'un accord de cessez-le-feu avec le Hamas était encore en vigueur, l'armée israélienne lance, le 20 mars, une nouvelle offensive sur la Bande de Gaza rompant définitivement le cessez-le-feu. Dans la même journée les Brigades Izz al-Din al-Qassam ont revendiqué des tirs de roquette en direction de Tel Aviv en réponse aux attaques israéliennes et aux massacres de civils gazaouis.
A la date du 26 mars et depuis la reprise des frappes israéliennes, le 18 mars, 830 personnes dont plus de 190 mineurs ont été tués.

### Avril 2025
Le 6 avril, les Brigades al-Qassam ont lancé une salve de roquettes en direction de la ville d'Ashdod en "réponse aux massacres sionistes contre les civils", c'est le barrage de roquettes le plus important depuis six mois. L'armée israélienne à déclaré avoir détecté environ 10 roquettes tirées depuis la bande de Gaza dont "la plupart ont été intercepté", plus tard elle annoncera avoir intercepté 5 des 10 roquettes tirées depuis la bande de Gaza. Le journal "Israël Hayome" à rapporté que trois personnes ont été blessés à la suite des tirs de roquettes.
Samedi 19 avril, un soldat israélien est tué et cinq sont blessés dont trois grièvement lors d'une embuscade tendue par les Brigades Izz al-Din al-Qassam. Les faits se seraient déroulés dans l'après-midi lorsqu'un groupe de militants palestiniens serait sorti d'un tunnel souterrain et aurait tiré une roquette (probablement une roquette de Yassine) sur une jeep AIL Storm israélienne blessant grièvement trois soldats, le véhicule qui prenait en charge les blessés est ensuite touché par un engin explosif tuant un sergent-chef et blessant deux autres soldats. C'est la première fois depuis la reprise des combats, le 18 mars, que l'armée israélienne admet avoir perdu un soldat dans la bande de Gaza,. Le 21 avril, le Hamas diffusse une vidéo de l'embuscade qu'il nomme opération "Briser l'épée".
Le 24 avril, l'armée israélienne annonce qu'un « soldat servant comme conducteur de char dans le 79e bataillon de la brigade Machatz est tombé au combat dans le nord de la bande de Gaza ». Dans le même temps, deux soldats ont été grièvement blessés.

### Mai 2025
Le 2 mai, les Brigades Al-Qods ont fait exploser une bombe Mk 84, abandonné par Tsahal, contre un convoi de véhicules israéliens à l'est de Gaza. Un bulldozer Caterpillar D9 aurait été détruit dans le quartier de Tuffah.
Le 4 mai, les Brigades al-Qassam ont déclaré avoir mis en œuvre une opération complexe qui consiste en trois opérations à Rafah dans lesquelles des soldats israéliens ont été attirés dans un tunnel piégé où plusieurs d'entre eux ont été tués et blessés, s'ensuit des combats à l'arme légère dans lequel un soldat israélien fut tué à bout portant et plusieurs chars furent visé par des roquettes. 
Le 5 mai, les Brigades Izz al-Din al-Qassam ont annoncé avoir mené une embuscade à Khan Younès contre des troupes israéliennes. La faction palestinienne à déclaré avoir engagé les forces israéliennes avec des Mitrailleuses, causant des pertes ennemis. Les combattants des Brigades Al-Qassam auraient également ciblé deux chars et un bulldozer D9 avec des roquettes Yassine.
Le 8 mai, Israël libère 11 prisonniers palestiniens dans la bande de Gaza via le point de passage de Kissoufim. Ils ont été transféré à l'hôpital des martyrs d'Al-Aqsa pour recevoir des soins et faire des examens médicaux. Des signes d'épuisement, de torture et de malnutrition à l'encontre des onze prisonniers ont été rapportés.
Le 16 mai, les Brigades Izz al-Din al-Qassam ont annoncé avoir mené une embuscade dans le quartier d'Al-Atatra, au nord de la bande de Gaza. Dans un communiqué, les Brigades ont confirmé que leurs combattants ont ciblé trois véhicules militaires israéliens avec des mine "Shawaz" et des roquettes "Yassine 105", l'attaque a ensuite été suivi par un affrontement direct à l'arme légère contre une autre force israélienne. Les brigades al-Qassam on affirmé que des hélicoptères israéliens sont arrivés sur les lieux pour évacuer les blessés résultant de l'embuscade. Le même jour, d'intenses bombardements israéliens ont causaient une centaine de morts parmi les civils.  
Dans la journée du 18 mai, les Brigades Al-Qods ont annoncé que ses combattants ont fait exploser un champ de mines sur un convoi militaire israélien après leur avancée dans un quartier de Khan Younès. De sont côté l'armée israélienne à reconnu la mort d'un sergent du 601e bataillon du génie lors des combats dans la bande de Gaza.  
Le 21 mai, dans un communiqué, les Brigades Al-Qods ont annoncé le lancement d'un barrage de roquettes sur Ashdod et Ashkelon en réponse au massacre sioniste sur le peuple palestinien. L'armée israélienne à indiquer avoir intercepté des roquettes tiré depuis le nord de la bande de Gaza.   
Le 29 mai, les Brigades al-Qassam diffusent une vidéo montrant une embuscade sur des troupes israéliennes. Les brigades auraient attiré des forces israéliennes dans un tunnel avant de le faire exploser causant des pertes ennemis. Suite à ça, une force de secours israéliennes à été attiré au même endroit, où la faction palestinienne fit exploser deux engins explosifs sur elle.

### Juillet 2025
Le 8 juillet, cinq soldats israéliens ont été tués et 14 autres ont été blessés lors d'une des opération les plus complexes et les plus violente mené par le Hamas depuis le début de la guerre. Les militants palestiniens aurait d'abord fait exploser deux engin improvisé sur un véhicule blindé israélien transportant des soldats du bataillon Netsah Yehouda. Suite à cela, des combattants palestiniens ont ouvert le feu, depuis des ruines voisines, sur le reste de l'unité israélienne qui se massait autour des blessés, faisant d'autres morts et blessés et obligeant l'armée à envoyer des renforts pour évacuer les soldats blessés sous les tirs. L'attaque a soulevé des questions dans les milieux militaires et médiatiques israéliens, d'autant plus que la zone ciblée est située dans le nord de la bande de Gaza, qui fait partie des zones censées être entièrement sous contrôle israélien,,.